# Arthroleptis troglodytes
Arthroleptis troglodytes là một loài ếch trong họ Arthroleptidae.
Nó được tìm thấy ở Zimbabwe và có thể Mozambique.
Các môi trường sống tự nhiên của chúng là đồng cỏ ở cao nhiệt đới hoặc cận nhiệt đới và hang. Người ta biết rất ít về loài ếch này.